# インド沿岸警備隊
インド沿岸警備隊（インドえんがんけいびたい Indian Coast Guard）は、インドにおける沿岸警備隊である。1978年設立。国防省の傘下の法執行機関であり、自国の周辺海域における治安維持業務などを行っている。幹部候補生学校はインド海軍と合同（インド海軍士官学校）であるなど、正規軍の海軍とも密接な関係を持っている。

## 概要

インド沿岸警備隊旗

インド周辺海域における治安維持業務などを目的に、1977年1月からインド海軍の援助を得て設立準備がなされ、1978年8月19日に正式に設立された。設立当初は海軍から移管された7隻の艦艇しか保有していなかったが、現在では約93隻の艦艇と約65機の航空機を保有している。人員は約12,000名の軍人で構成されている。
現在、インド沿岸警備隊は3倍規模に拡大中であり、156隻の艦艇を発注又は建造中であり、航空機保有も100機まで増加し、人員も2〜3倍増やす予定である。
主要業務は、海上および沿岸地域の治安維持のほか、密輸船・密漁船等の犯罪船舶の取締、海難救助、海洋汚染の防止・除去、戦時におけるインド海軍の補助など多岐にわたる。また、7000kmを超える長大なインド亜大陸の海岸線に沿った広い海域を担当する。

## 組織
国防省の傘下にあり、司令部はニュー・デリーにある。管轄海域を五分割しており、以下のとおりである。
- 司令部本部：ニュー・デリー

管轄
- アンダマン・ニコバル管区（管区本部：ポートブレア）
- 北東管区（管区本部：コルカタ）
- 東部管区（管区本部：チェンナイ）
- 北西管区（管区本部：ガンディーナガル）
- 西部管区（管区本部：ムンバイ）

拠点は、インド沿岸沿いに四十二の基地と十五の航空基地がある。

## 装備

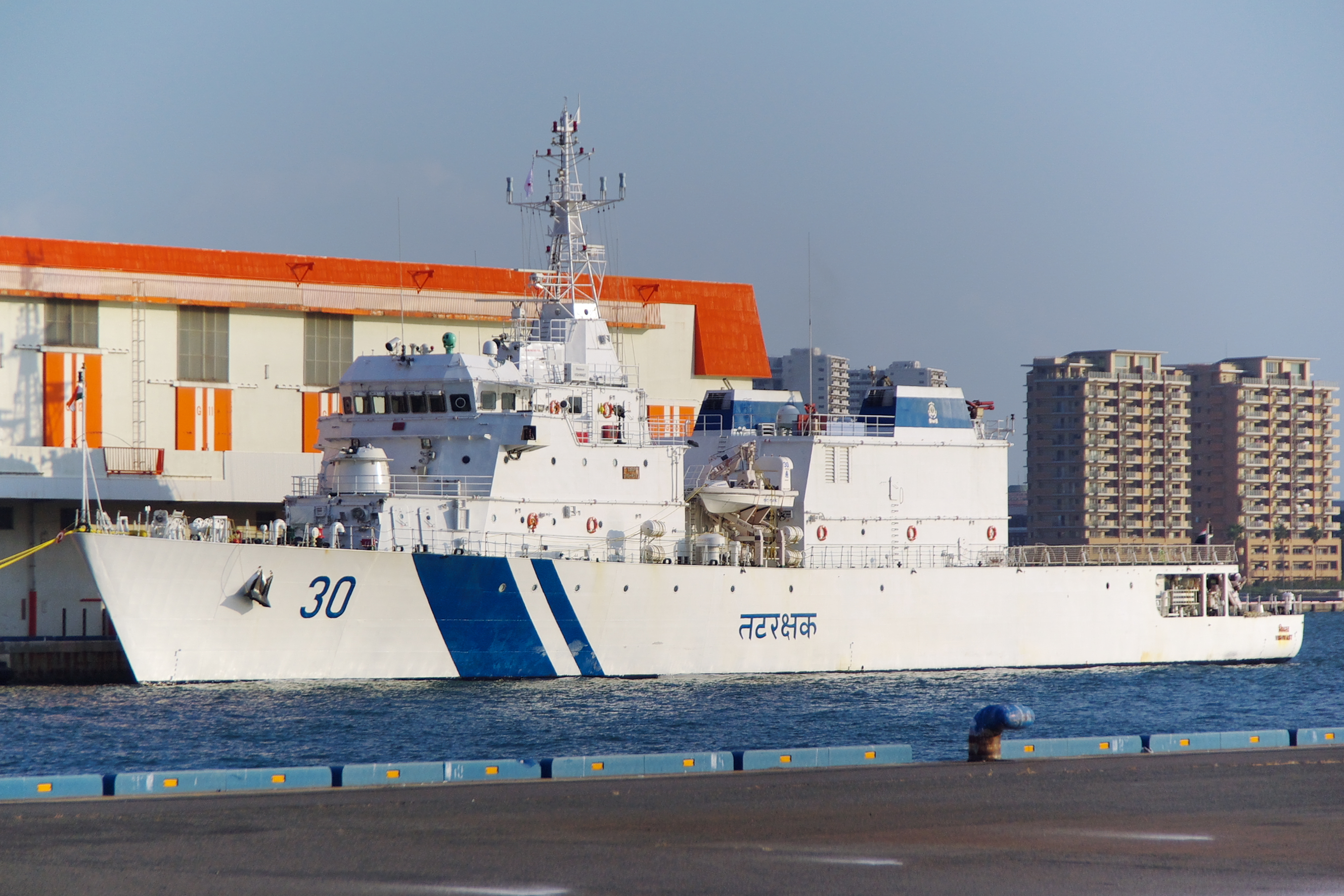
ヴィシュワスト級巡視船（神戸港寄港2010年11月撮影）
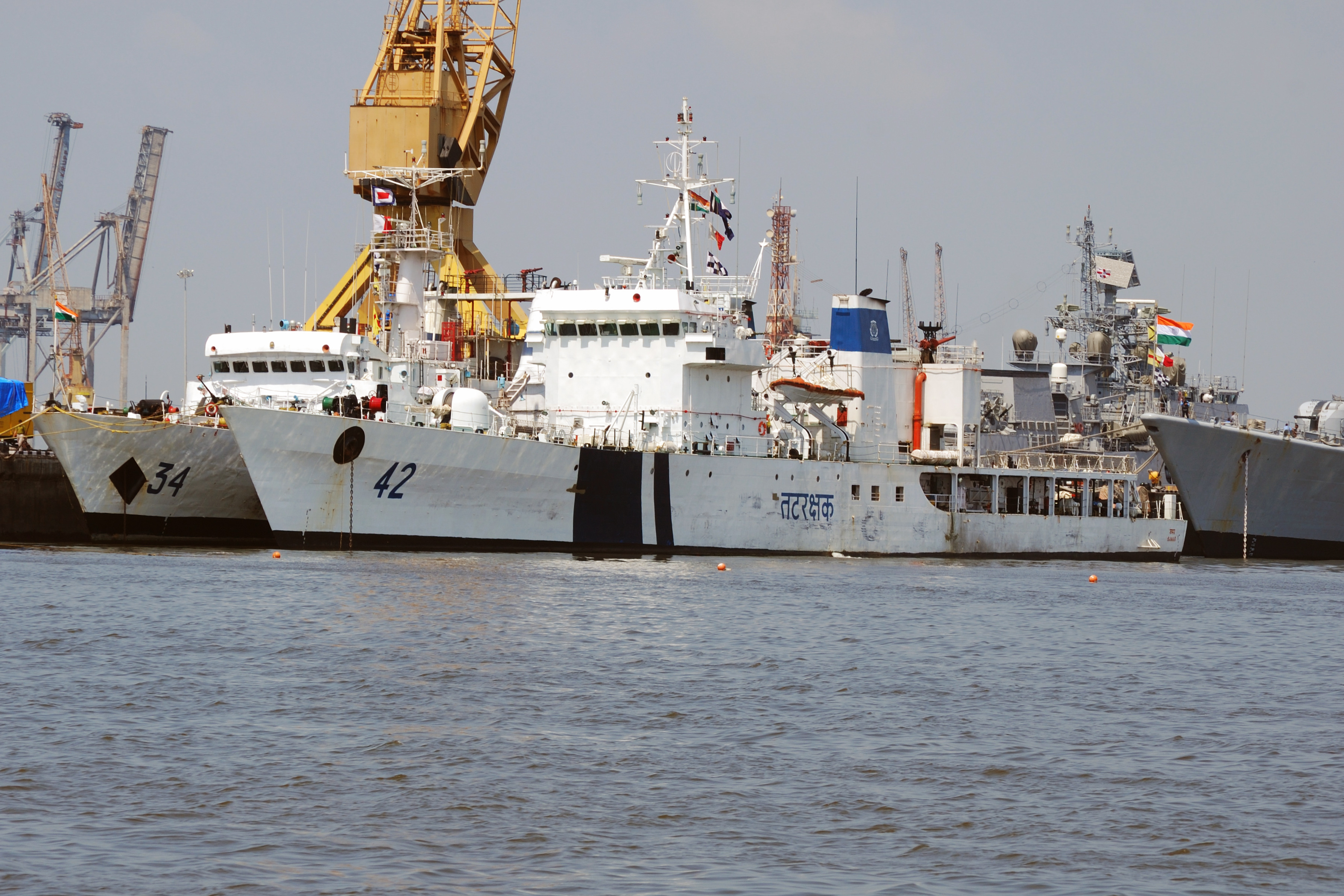
サマル級巡視船
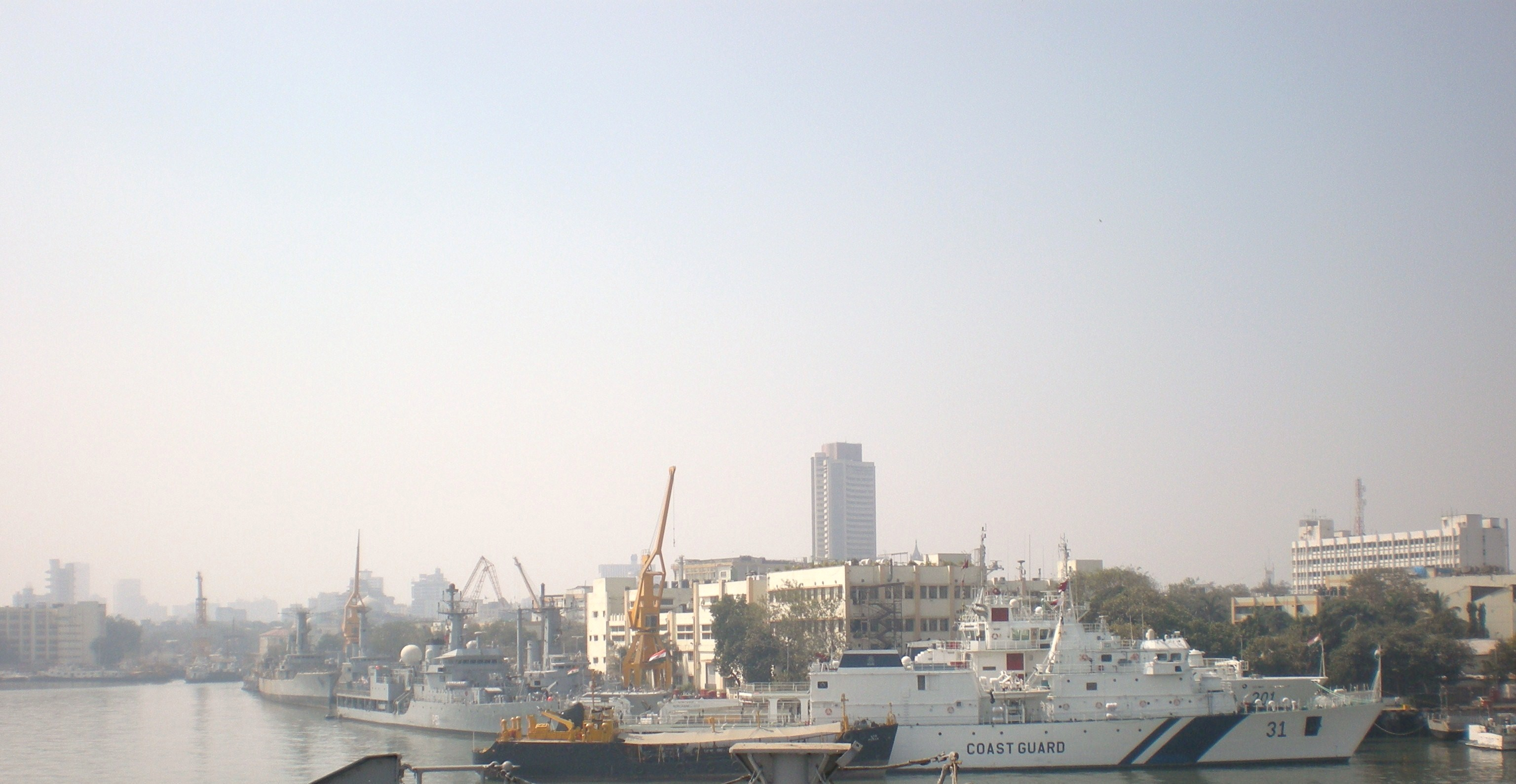
ヴィシュワスト級巡視船ヴィジト
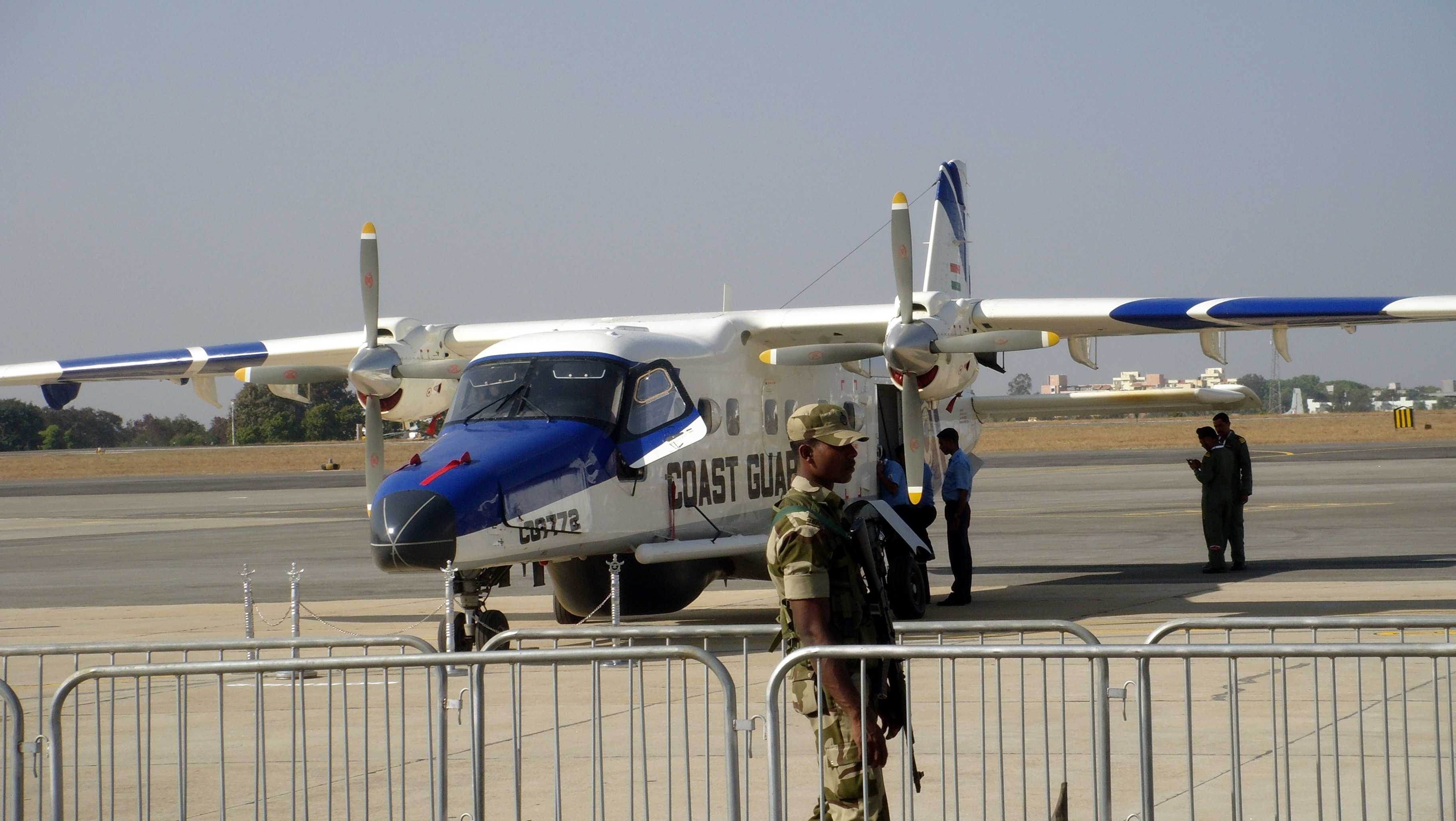
ドルニエ 228
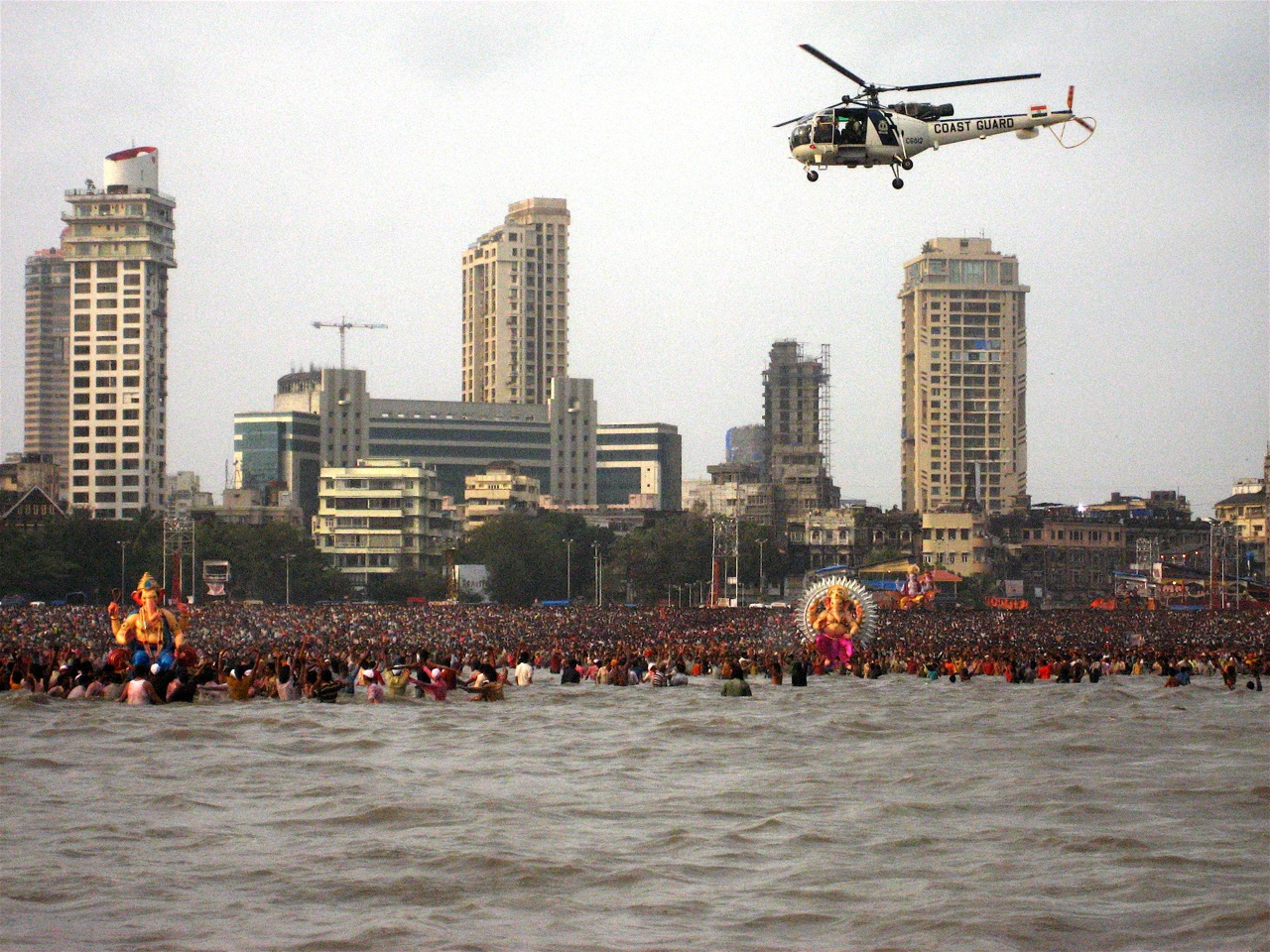
HALチェタック
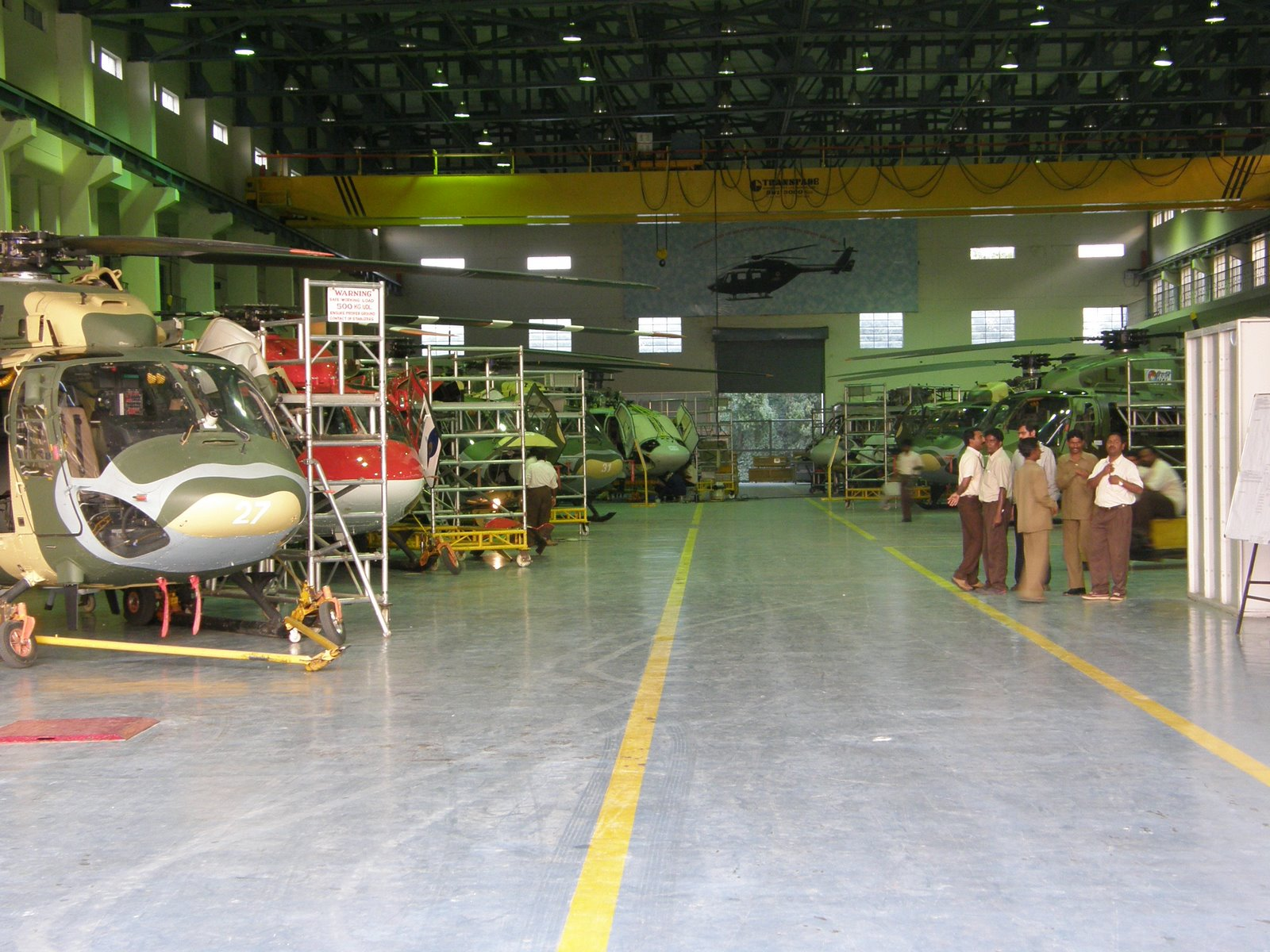
HAL ドゥルーブ